# Historial de la Grande Guerre
 (décembre 2020).
Si vous disposez d'ouvrages ou d'articles de référence ou si vous connaissez des sites web de qualité traitant du thème abordé ici, merci de compléter l'article en donnant les références utiles à sa vérifiabilité et en les liant à la section « Notes et références ».
L'Historial de la Grande Guerre est situé à Péronne, dans le département de la Somme. C’est à la fois un musée d'histoire de la Première Guerre mondiale, un centre international de recherches et un centre de documentation. C'est un « Musée de France ».

## Historique
Parmi les plus terribles moments de la Première Guerre mondiale figure la bataille de la Somme, aussi tragique que la bataille de Verdun : de juillet à novembre 1916, elle fit, toutes nationalités confondues, plus d'un million de victimes dont plus de 400 000 morts ou disparus. Dès la fin du conflit, la Picardie et la Somme firent l'objet d'un véritable tourisme de mémoire et, au fil des décennies, des dizaines de milliers de familles anglo-saxonnes venaient chaque année se recueillir devant la tombe d'un proche et visiter les lieux commémoratifs.
Néanmoins, sur ces lieux de pèlerinage, aucun musée d’envergure n’existait sur la Première Guerre mondiale permettant de transmettre l’histoire du conflit au grand public.
C’est le conseil général de la Somme et son président Max Lejeune qui ont été, en 1986, à l’initiative de la création d’un musée de la Première Guerre mondiale. Jean-Jacques Becker et Jay Winter, qui dirigeaient le groupe d’historiens choisis pour piloter le projet sur le plan scientifique, obtinrent d’adjoindre au musée un centre international de recherches sur l’histoire de la Première Guerre mondiale : l’Historial de la Grande Guerre était né. Son implantation fut fixée à Péronne, qui offrait le double avantage d’être située au cœur d’une zone d’intenses combats de 1914 à 1918 et à proximité d’un accès à l’autoroute du Nord. L’Historial de la Grande Guerre a ouvert ses portes en 1992.
En prévision de la célébration du centenaire de la bataille de la Somme, le musée connaît un réaménagement de plusieurs de ses salles de 2014 à 2018. Le parc du C.A.M. qui entoure l'Historial a connu, en 2014, un réaménagement partiel par la création du « jardin du 6e continent », œuvre du paysagiste Gilles Clément.
Le 1er juin 2016, l'Historial de la Grande Guerre a ouvert son second musée, situé à Thiepval, au pied du mémorial de Thiepval. Ce musée est consacré à l'histoire des batailles de la Somme et plus particulièrement à l'offensive de 1916, l’une des plus meurtrières du premier conflit mondial.
Emmanuel Macron, président de la république, a visité l'Historial, le 9 novembre 2018, dans le cadre des cérémonies de célébration du centenaire de la fin de la Première Guerre mondiale[réf. nécessaire][pertinence contestée].

## Architecture du monument

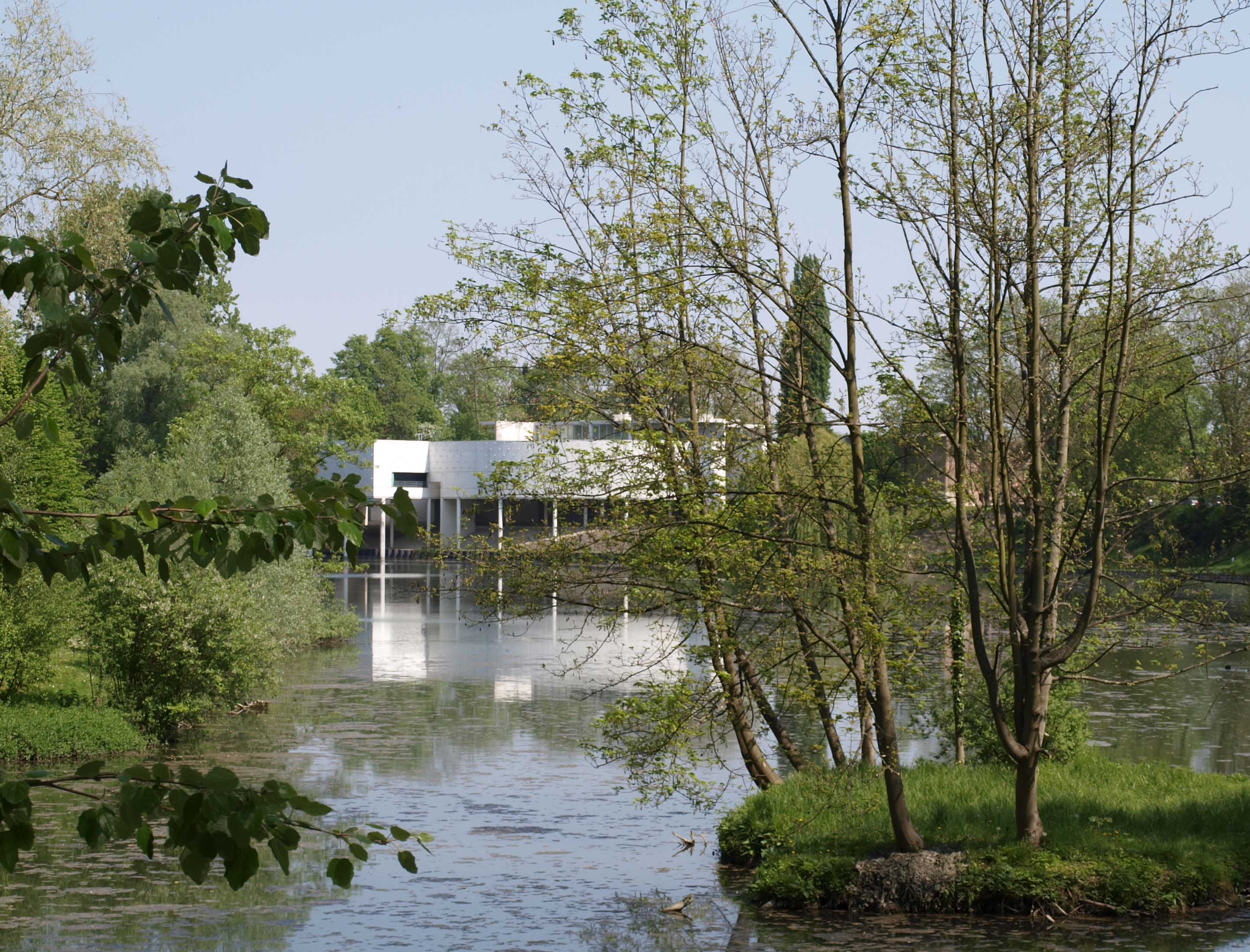
L'Historial de la Grande Guerre vu du parc du CAM.

C’est à l’architecte Henri-Édouard Ciriani, lauréat du concours d'architecture lancé en 1987, qu’a été confié la tâche de la conception et de la réalisation du bâtiment. Le défi majeur a été de l’insérer dans le prolongement du château médiéval où se tint en 1468 l'entrevue entre Louis XI, roi de France, et Charles Le Téméraire, duc de Bourgogne. Une seconde contrainte était liée à la présence de l'étang du C.A.M. que l'architecte est parvenu a relever par la construction d'une partie du bâtiment sur pilotis.
Henri Ciriani choisit, pour construire le bâtiment, d'utiliser le béton blanc qui se rapproche de la couleur de la pierre, de la craie particulièrement. Il expliqua son parti pris architectural en ces termes : donner au bâtiment qu’il a conçu : « un caractère résolument moderne » où le béton blanc domine. Adossé au château médiéval doté de murailles de briques, le musée consiste en un niveau posé sur pilotis, ouvert en plusieurs « failles de lumière » sur un parc. « Légèrement mais solidement posé entre ciel et terre, c'est une horizontale calme, investie de lumière qui émerge de l'eau comme de la craie pétrifiée ».

## Approche d'histoire comparée
Conçu en 1986 par des spécialistes internationaux, l'Historial privilégie une approche qui met l'Homme au centre des préoccupations, en comparant les trois principales sociétés belligérantes — Allemagne, France, Royaume-Uni — dans des domaines touchant à la vie au front et à l'arrière.

### Histoire culturelle comparée
Sur ce que fut la ligne de front, où plus de vingt nations sont venues combattre au cours de la Première Guerre mondiale, l'Historial a été financé grâce à des fonds européens, nationaux, régionaux et départementaux.
Le musée a été conçu pour être un musée d'histoire culturelle, ce qui se traduit par une scénographie plaçant au centre de la présentation les individus : les soldats comme les civils, les prisonniers, les populations occupées, déplacées… Cette approche anthropologique vise à montrer l'humanité en guerre, dans une guerre totale affectant la société dans son ensemble.
Le mode de présentation muséographie se veut comparatiste, en mettant en parallèle pour chaque thème traité les productions des trois principaux belligérants et celles de leurs alliés. Ce comparatisme constitue la grande originalité du musée qui, par ce biais, montre et explique comment les populations ont réagi face à une conflagration d'une dimension jusqu'alors inconnue, selon leurs origines, leur culture et leur façon particulière d’envisager la guerre. Car pour ces populations immergées dans le conflit, la guerre est inséparable des représentations qui donnent sens aux souffrances endurées. C'est cette « culture de guerre » qui constitue le point commun entre tous les acteurs sociaux de 1914 à 1918 et qui est au centre du propos du musée. C'est à travers les collections réunies pour le musée et constituées d'objets originaux de toutes sortes – de la pièce d'artisanat de tranchée à la banale boîte de bonbons ; de l'œuvre d'art à la pièce d'uniforme – que cette « culture de guerre » est présentée au visiteur.
Au-delà des années de guerre proprement dites, l'Historial de la Grande Guerre propose une réflexion sur les origines et les conséquences du premier conflit mondial. Matrice du XXe siècle, la Première Guerre mondiale a des répercussions toujours actuelles, sur le plan géopolitique et socioculturel. L'Historial de la Grande Guerre incite donc à la réflexion sur la nature de la violence, les mécanismes de celle-ci, et sur sa nature protéiforme. Présenter la guerre sous tous ses aspects, c'est permettre de commencer une réflexion sur la paix au regard des épreuves passées et du monde actuel.
L'Historial de la Grande Guerre propose au visiteur de s'interroger sur la notion de « conflit », à réfléchir sur le monde passé, présent et à venir. La muséographie cherche à expliquer dans un premier temps, pour que la connaissance permette ensuite à l'émotion de s'exprimer. Ainsi, le musée montre la profonde influence aux résonances contemporaines d'une guerre, totale, industrielle et mondiale.

### Muséographie et scénographie
Les muséographie et scénographie de l'Historial visent à mettre en valeur des objets et documents authentiques. Elles comparent les productions culturelles (industrielles, artisanales et artistiques) des sociétés en guerre au travers d'approches croisées entre civils et soldats des trois nations d'origine.
En 1990, les architectes et muséographes de la société Repérages (Adeline Rispal, Jean-Jacques Raynaud et Louis Tournoux) ont été choisis pour élaborer la muséographie et la scénographie dont le concept de présentation des objets et des documents traverse les quatre salles « historiques » (la salle centrale exposant les eaux-fortes d'Otto Dix a été conçue par Henri-Édouard Ciriani).
La muséographie met en relation les différentes « vérités » du conflit : première guerre globale impliquant l'ensemble de la société, civile et militaire, les deux dans une complémentarité vitale. Les espaces ne sont pas cloisonnés, les collections de l'arrière et du front dialoguent, sans se mêler, car ces deux mondes vivaient des guerres à la fois différentes et intimement liées.
L'horizontalité de la scénographie du front exprime une rupture dans l'histoire des guerres. On ne se parait plus pour aller au combat en héros, entre militaires au service d'un prince, mais on se terrait dans des tranchées au nom de la nation, tout comme ses ennemis à quelques mètres et l'on mourait ensemble par millions, impuissants sous les obus. L'Historial de la Grande Guerre, situé au cœur des champs de bataille de la Somme, se devait de rendre les collections des soldats à leur territoire.

### Objets et collections
En restituant les conditions de vie et les mentalités des soldats comme des civils, le musée permet d'appréhender l'impact d'une guerre moderne sur un quotidien totalement bouleversé. Un quotidien perçu dans une dimension nationale et internationale, mais également à l'échelle locale. Il aide ainsi à comprendre l'histoire de la Somme.
Les collections ont été constituées à partir de 1987 par des dons et des achats d'objets originaux. Plus de 50 000 items sont à ce jour[Quand ?] recensés. Les représentations artistiques de la guerre sont un pan important de la collection. Deux séries uniques de dessins d'importance historique sont notamment présentées : la série des cinquante eaux-fortes d'Otto Dix présentée dans la salle centrale, constitue un témoignage unique de haute valeur sur l'horreur et l'absurdité de la guerre. Les dessins réalisés sur le front par Alexandre Zinoview, présentés au cours du parcours, montrent quant à eux la vie quotidienne, mêlée d'horreur et de fantasmes, des soldats.
Les collections sont accessibles au grand public sur demande. Plus de 2 700 photographies issues des collections de l'Historial sont visibles sur le site des archives départementales de la Somme.

### Scénographie de l'exposition permanente
Les collections sont réparties dans l'espace selon leur niveau d'appartenance au conflit et selon un système comparatiste entre les collections allemande, britannique et française.
Celles du front — les « reliques » — sont déposées au centre des salles dans des décaissés (les « fosses ») de marbre blanc — un pour chaque nationalité — faisant référence au monde des tranchées et à la mort. Au centre des salles II et III, les fosses présentent les uniformes et armes des combattants, entourés d'objets règlementaires propres à la guerre de mouvement puis, de tranchée. Des effets personnels, des objets artisanaux confectionnés par les soldats, révèlent les parcelles d'humanité à travers le maintien de pratiques culturelles héritières de l'avant guerre : le lien avec les civils et l'ensemble de la société a toujours existé pendant le conflit. La scénographie incite le visiteur à établir un va-et-vient constant entre le front et l'arrière, ainsi qu'une comparaison directe entre les trois belligérants. Chacun est ainsi libre de construire son parcours dans le musée.
Les collections de l'arrière — celles de la société civile engagée pour la première fois dans cette guerre globale — sont exposées dans des vitrines à la périphérie des salles sur trois niveaux de présentation pour mieux comparer la dimension sociale et culturelle du conflit entre les belligérants, la « mobilisation de l'arrière ».
Entre les deux, les objets témoins : dessins, aquarelles, peintures, gravures, extraits de films d'archives… qui tentent de décrire l'indescriptible et jouent dans le musée le rôle de médiateurs comme ils le jouaient dans la société. Des extraits de littérature de guerre et de poésie ponctuent la signalétique didactique et renforcent également la médiation.
- Des bornes vidéo présentent des films d'époque, illustrant pour les trois pays l'importante médiatisation de la vie sur le front. Elles nous rappellent que la Grande Guerre fut la première guerre de l'image filmée.
- Des « tables d'orientation » donnent au visiteur les repères géographiques et historiques nécessaires.
- Sur des panneaux articulés, des œuvres réalisées par des artistes-soldats rendent compte des principaux aspects de la vie des soldats (attaque, nourriture, hygiène, permission…).

Destiné au visiteur, un audioguide gratuit conçu et réalisé par le Centre de recherche de l'Historial de la Grande Guerre approfondit l'ensemble des thématiques du musée et permet de comprendre mieux encore le sens de nombreux objets exposés. Les commentaires sont lus par les historiens du Centre de recherche et ils sont disponibles en français, anglais, allemand et néerlandais.

### Salles
Le parcours se fait en ellipse, à travers cinq salles, auxquelles la salle audiovisuelle s'ajoute en appendice. Sur 2 200 m2, ce parcours suit une chronologie sommaire : avant-guerre / guerre 1914-1916 / guerre 1916-1918 / après-guerre.
Un parcours chrono-thématique offre une approche permettant de voir, comparer et comprendre l'histoire de la Grande Guerre.
Salle centrale
La salle centrale est conçue comme un pivot autour duquel s'articulent les quatre autres salles. Elle offre une représentation de visages anonymes d'avant 1914 et la série des cinquante eaux-fortes Der Krieg (« La Guerre ») réalisées en 1924 par Otto Dix, artiste engagé volontaire et traumatisé par son expérience du feu.
Salle I« l'avant-guerre, les causes du conflit »
Cartes et objets présentent l'Europe et ses tensions précédant août 1914. L'Empire britannique de George V, l'Empire allemand de Guillaume II, la république de Raymond Poincaré sont en concurrence pour les colonies, les débouchés économiques ainsi que pour les sphères d'influence militaire et culturelle. La présentation muséographique dresse un tableau des sociétés d'avant-guerre qui allient une grande modernité économique à des représentations du monde et de la guerre qui sont encore celles du XIXe siècle.
Salle II« de l'entrée en guerre à la bataille de la Somme (1914-1916) »
Uniformes et armes sont présentés dans des fosses découpées dans le parquet symbolisant la vie dans les tranchées. L'arrière est évoqué dans les vitrines où journaux, objets de la vie quotidienne, films d'époque illustrent les grands thèmes des sociétés en guerre. L'ensemble de cette salle rappelle également que la guerre fut immédiatement mondiale de par les troupes du monde entier et notamment des colonies.
Salle III« de la bataille de la Somme à l'Armistice, la “totalisation” de la guerre (1917-1918) »
Cette salle illustre la guerre totale : les vitrines révèlent la mobilisation psychologique et économique de la population civile dans l'effort de guerre. La ligne courbe du mobilier se veut une traduction de la lente progression du temps et de l'accélération vers la défaite allemande et l'Armistice. Les fosses montrent la vulnérabilité du soldat face aux efforts considérables pour développer de nouvelles technologies de guerre.
Salle IV« l'après-guerre, les conséquences du conflit »
Cette salle traite de la complexité de la sortie de guerre et de ses multiples effet à court et long, ainsi qu'à la commémoration privée et officielle. Les difficultés politiques et économiques de l'Allemagne de la république de Weimar, les menaces politiques liées à sa défaite, ainsi que la reconstruction locale sont rappelées dans le cadre du difficile retour à la paix, mais aussi les tentatives pour trouver des alternatives à la guerre.
Film En Somme, salle audiovisuelle
La salle audiovisuelle enfin, présente un court-métrage de trente minutes conçu par l'historien Laurent Veray, et consacré à la première bataille de la Somme (1er juillet - novembre 1916), projeté sur un grand écran et divisé en trois parties. Les films d'archives et les témoignages de soldats alternent en une confrontation de représentations relatives aux trois belligérants (Allemagne, Royaume-Uni et France).

### Services aux publics
L'Historial de la Grande Guerre participe au développement du territoire de l'Est de la Somme en fédérant les acteurs locaux (hébergeurs, musées locaux, guides, etc.) sur la thématique de la Grande Guerre et en leur proposant des formations spécifiques. Il s'investit également dans les projets structurants d'aménagement du territoire dans l'Est de la Somme, en apportant une valeur ajoutée culturelle, économique et sociale à ces projets.
Dans ce cadre, l'Historial de la Grande Guerre co-anime le label Somme Battlefields' Partner avec le comité départemental du tourisme de la Somme et le musée Somme 1916 d'Albert. Cette appellation regroupe des professionnels du tourisme (hébergeurs, restaurateurs, gestionnaires de site ou d'équipements touristiques) souhaitant adapter leurs pratiques et l'accueil des visiteurs d'origine anglo-saxonne dans la Somme.

#### Services aux visiteurs
Le musée est trilingue : anglais, français et allemand. L'audioguide gratuit, trilingue également, présente les thèmes généraux des différentes périodes de l'histoire de la Grande Guerre et les objets emblématiques de nos collections, en 2 h 20 de commentaires.
L'Historial de la Grande Guerre propose des ouvrages de référence actualisés par le biais d'une librairie-boutique.
L'Historial de la Grande Guerre est agréé depuis 2004 « Tourisme et handicap » pour recevoir les personnes souffrant de handicaps moteur, mental ou auditif. Ainsi, le musée favorise l'accès au tourisme et aux loisirs aux personnes handicapées, en facilitant l'accueil et l'accessibilité du site.
Le musée possède également une salle de restaurant pouvant accueillir les groupes jusqu'à 250 personnes et anime un site internet qui informe les internautes de l'actualité du musée.

## Centre international de recherche de l'Historial de la Grande Guerre
Le Centre international de recherche de l’Historial de la Grande Guerre est une association loi de 1901 constituée en 1989 par les historiens consultés dès 1988 par le conseil général de la Somme pour réfléchir à la façon d’expliquer et de présenter la Grande Guerre dans le futur musée. Le conseil scientifique du musée lui confère son rayonnement à travers le monde en lui permettant, une fois sa réalisation achevée, d’évoluer en fonction de la recherche historique. Son comité directeur et son conseil scientifique rassemblent, aujourd’hui, plus de quatre-vingts historiens. Il a contribué à renouveler profondément l’historiographie
Le Centre de recherche est une institution indépendante, mais son action est étroitement coordonnée aux activités de l’Historial dans lequel est situé son siège. Le Centre de recherche a pour vocation de promouvoir la recherche scientifique sur la Première Guerre mondiale.

### Missions du Centre de recherche
Le Centre international de recherche de l’Historial de la Grande Guerre s’est assigné plusieurs missions :
- l’organisation de colloques internationaux : 
  - Guerre et cultures 1914-1918 (1992),
  - Mobilizing for Total War, Society and State in Europe, 1914-1918 - Trinity College Dublin (juin 1993),
  - Les entrées en guerre de 1914, (juillet 1994),
  - La Bataille de la Somme, (1996),
  - Archéologie et Grande Guerre (1998),
  - 11 novembre 1918 : Arrêter la guerre (novembre 1998),
  - La violence de guerre - avec l’Institut d'histoire du temps présent - Cachan (mai 1999),
  - Versailles 80 ans après - Université de Düsseldorf, (juin 1999),
  - Choc traumatique et histoire culturelle (1999),
  - Dix ans d’histoire culturelle de la guerre, (juillet 2002),
  - Histoire culturelle de la Grande Guerre (2004),
  - Grande Guerre et violences extrêmes : le tournant de 1915 (2005),
  - Musique et Grande Guerre (2007),
  - Les chiffres de la mort (2008)
  - Dans la guerre : Accepter, endurer, refuser (2008),
  - Archéologie et conflits armés – XIXe – XXe siècles  (2008),
  - Archéologues et historiens face aux vestiges des guerres - Mémorial de Caen (2008),
  - Grande Guerre et Justice - Blois (2009),
  - Les gaz de combat pendant la Grande Guerre (2010),
  - Guerres futures, guerres imaginées : vers une histoire culturelle de l’avant-1914 (2011),
  - Débuts, commencements, initiations : les premières fois de la Grande Guerre (2014) ;
- l’attribution de bourses de recherche à des étudiants préparant des thèses de doctorat ;  plus d’une centaine d’étudiants ont reçu une aide financière pour mener à bien leurs travaux ;
- les partenariats éditoriaux pour la publication d'ouvrages scientifiques :
  - la revue : 14-18 : Aujourd’hui, Today, Heute : 
    - no 1 : Pour une histoire religieuse de la guerre, 1998,
    - no 2 : L’archéologie de la Grande Guerre, 1999,
    - no 3 : Choc traumatique et Histoire culturelle, 2000,
    - no 4 : Marginaux, Marginalité, Marginalisation, 2001,
    - no 5 : Démobilisations culturelles après la Grande Guerre, 2002,
    - no 6 : Le sabre et l’éprouvette, l’invention de la Science en guerre 1914-1939, 2003,

  - la publication d'ouvrages et d'actes de colloques :
    - Jean-Jacques Becker, Jay Winter, Gerd Krumeich : Guerre et Cultures 1914-1918, Armand Colin, 1994,
    - Le Centre de recherche de l’Historial de Péronne : 14-18 La très Grande Guerre, Le Monde éditions, 1994,
    - Stéphane Audoin-Rouzeau, Jean-Jacques Becker (dir.) : l’Encyclopédie de la Grande Guerre, Bayard, 2004,
    - Jean-Jacques Becker (dir.) : Histoire culturelle de la Grande Guerre, Armand Colin, 2005,
    - Les Collections de l’Historial de la Grande Guerre, Somogy, 2008,
    - John Horne, (dir), Vers la guerre totale, le tournant de 1914-1915, Tallandier, 2010,
    - Guerres futures, guerres imaginées: vers une histoire culturelle de l’avant-1914, Francia, 2013,
    - Jay Winter (dir.), La Première Guerre mondiale, Fayard, 2013 et 2014 (3 volumes),
    - Jay Winter (dir.), Cambridge History of the First World War, Cambridge University Press, 2014 (3 volumes),
    - Dans la guerre (1914-1918), Accepter  endurer refuser, Les belles lettres, 2014,
    - Alexandre Zinoview, un peintre russe sur le front français, Alternatives, 2017 ;
- la réalisation de cycles de conférences :
  - des conférences sont organisées dans le musée, tout au long de l'année, dans le but de transmettre les acquis de la recherche scientifique au grand public ;
- le conseil scientifique pour la réalisation des expositions temporaires du musée ;
- la conception, enregistrement de l'audioguidage trilingue pour la visite de l'Historial ;
- la conception et  réalisation du catalogue du musée.

## Centre de documentation
Le Centre de documentation de l'Historial de la Grande Guerre permet à chacun d'accéder aux fonds d'archives, photographies, cartes postales, livres, brochures, volumes de presse reliés, et à la base de données des collections. Les ouvrages en libre-service couvrent l'histoire militaire, politique et culturelle de la période 1900-1930. Soixante-dix heures d'archives filmées peuvent y être visionnées.

## Action culturelle
La mission de l'Historial de la Grande Guerre se prolonge par des actions de sensibilisation à l'histoire culturelle de la Grande Guerre. Ces activités visent à permettre à tous les publics d'accéder à la Culture et à l'Histoire, dans le souci d'une plus grande démocratisation culturelle.
L'Historial de la Grande Guerre a mis en place différents outils de médiation culturelle à destination des différentes typologies de public susceptibles de visiter le musée :
- le public le plus spécialisé, avec les productions du centre de recherche et la possibilité de consulter les ouvrages de référence au centre de documentation ;
- les jeunes, avec les dossiers d'aide à la visite et les ateliers pédagogiques à l'attention des scolaires du primaire au secondaire ;
- le grand public, avec des outils adaptés à la visite individuelle ou en groupe.

### Expositions temporaires en entrée libre
En accès libre, des expositions temporaires sont réalisées chaque année. Elles permettent aux visiteurs de découvrir des thématiques spécifiques et inédites sur la Grande Guerre, tant historiques, littéraires, qu'artistiques. Elles sont imaginées à partir des recherches scientifiques les plus récentes et des acquisitions/collections du musée, dans le but de dévoiler au public les aspects inédits de la Grande Guerre. Par ailleurs, des expositions réalisées avec des artistes contemporains montrent quel regard artistique peut être porté aujourd'hui sur la guerre, la violence et les souffrances subies dans le cadre de conflits armés. Un audioguide d'aide à la visite, réalisé par le commissaire de l'exposition, est systématiquement proposé gratuitement.

### Manifestations culturelles
Toujours en relation avec la Grande Guerre, des concerts, spectacles, conférences et lectures de textes animent régulièrement le musée. En faisant appel à des artistes de réputation locale ou nationale, ces manifestations s'inscrivent pleinement dans la mission culturelle de l'Historial de la Grande Guerre.

### Service éducatif
L'Historial de la Grande Guerre accueille, depuis sa création, un service éducatif, composé d'enseignants détachés d'écoles primaires, de collèges et de lycées. Le Service éducatif propose aux enseignants et élèves des premier et second degré des dossiers pédagogiques, des ateliers, des formations pour les enseignants et des parcours littéraires d'écrivains combattants. Il assure un rôle de médiateur culturel auprès du monde scolaire.

## Partenaires institutionnels
L'Historial de la Grande Guerre travaille étroitement avec les services de l'État, telles la Direction Régionale des Affaires Culturelles ou la Direction des Musées de France. Par ailleurs, le musée a noué des relations étroites avec des institutions représentatives de la mémoire de la Grande Guerre, tels la Royal British Legion et la Western Front Association au Royaume-Uni ou le Musée National de la Première Guerre mondiale de Kansas City aux États-Unis. Enfin, l'Historial de la Grande Guerre est membre de l'Association Internationale des Sites et Musée de la Première Guerre mondiale.

## Les champs de bataille de la Somme
Les champs de bataille se visitent à travers un itinéraire formalisé qui relie les deux villes symboliques de la Grande Guerre dans la Somme : Albert où se trouvaient les troupes britanniques et Péronne, alors occupée par les Allemands. Ce « Circuit du souvenir » est balisé par des panneaux arborant le coquelicot, fleur de la Somme devenue l'emblème du souvenir britannique. Il permet de découvrir les sites les plus représentatifs sur le plan historique et mémoriel : musées, mémoriaux, vestiges des combats, cimetières, et autres lieux de mémoire : irlandais, terre-neuviens, australiens, sud-africains, allemands, français…
Un audioguide est téléchargeable gratuitement depuis juillet 2008 sur www.historial.org avec Zevisit et le Comité départemental de tourisme de la Somme.

### Centre d'interprétation et musée de Thiepval
Thiepval a été l'un des principaux théâtres de la bataille de la Somme. En 1932, le mémorial de Thiepval est inauguré pour commémorer la disparition de plus de 73 000 soldats du Commonwealth sans sépultures. Il représente aujourd'hui le plus important des mémoriaux britanniques au monde, et plus de 160 000 visiteurs viennent s'y recueillir chaque année.
En 2004, un centre d'accueil et d'interprétation, financé par le conseil général de la Somme, les fonds européens (FEDER) et une fondation britannique fondée à cet effet (Thiepval Trust), a été inauguré à proximité immédiate du mémorial. Il est destiné à accueillir et informer les visiteurs désireux d'en savoir plus sur la bataille de la Somme et la Grande Guerre grâce à une exposition permanente trilingue, composée de textes, photos et vidéos, et une boutique proposant de nombreux ouvrages. Depuis cette date, l'Historial de la Grande Guerre gère le centre pour le compte du conseil général de la Somme.
Le musée « 14-18 Batailles de la Somme » de Thiepval qui prolonge le centre d'interprétation retrace essentiellement l'histoire de la bataille de la Somme de 1916 à la travers des montages audiovisuels, des images d'archives, des objets militaires : armes, munitions etc.

### Les sites de Fay, Soyécourt et Pozières
Dans le cadre de l'aménagement du Circuit du Souvenir, le Conseil général de la Somme a souhaité mettre en valeur trois sites emblématiques de la Bataille de la Somme :
- Le site de l'ancien village de Fay, détruit durant la bataille et qui fut reconstruit quelques centaines de mètres plus loin sur le plateau.
- Le bois de Wallieux à Soyécourt dans lequel a été installée une sculpture en bronze sur le thème de l'arbre et de ses racines de Ernest Pignon-Ernest qui symbolisent la mémoire en ce lieu.
- Le site de Gibraltar à Pozières.